# Montornés de Segarra
Montornés de Segarra (en catalán y oficialmente Montornès de Segarra) es un municipio español de la provincia de Lérida, situado en la parte oeste de la comarca de la Segarra, en el límite con la comarca de Urgel, Cataluña. Incluye el núcleo de Mas de Bondía, antiguo municipio incorporado a mediados del siglo XIX.

## Geografía humana

### Demografía
Cuenta con una población de 88 habitantes (INE 2024).
| Gráfica de evolución demográfica de Montornès de Segarra entre 1842 y 2021 |
| |
| Población de derecho según los censos de población del INE Población de hecho según los censos de población del INEEn estos censos se denominaba Montornés: 1842, 1857, 1860, 1877, 1887, 1897, 1900, 1910, 1920, 1930, 1940, 1950, 1960, 1970 y 1981 Entre el censo de 1857 y el anterior, crece el término del municipio porque incorpora a 255229 (Mas de Bondía) |

### Población por núcleos
Desglose de población según el Padrón Continuo por Unidad Poblacional del INE.
| Núcleos              | Habitantes (2014) | Varones | Mujeres |
| -------------------- | ----------------- | ------- | ------- |
| Mas de Bondía        | 54                | 27      | 27      |
| Montornés de Segarra | 51                | 26      | 25      |

## Administración
| Periodo   | Nombre              | Partido |
| --------- | ------------------- | ------- |
| 2011-2015 | Marta Huguet i Mas  |         |
| 2015-2019 | Dionís Oña i Martín | PSC-CP  |

### Evolución de la deuda viva
El concepto de deuda viva contempla solo las deudas con cajas y bancos relativas a créditos financieros, valores de renta fija y préstamos o créditos transferidos a terceros, excluyéndose, por tanto, la deuda comercial.
| Gráfica de evolución de la deuda viva del ayuntamiento entre 2008 y 2014                             |
| |
| Deuda viva del ayuntamiento en miles de Euros según datos del Ministerio de Hacienda y Ad. Públicas. |

La deuda viva municipal por habitante en 2014 ascendía a 114,29 €.

## Economía
Agricultura.

## Fiestas
Fiesta mayor de Mas de Bondía los días 24 y 25 de agosto.
Fiesta mayor de Montornés de Segarra: último fin de semana de agosto.